# Jacoby Brissett
Jacoby Jajuan Brissettt (West Palm Beach, Flórida, 11 de dezembro de 1992) é um jogador de futebol americano que atua na posição de quarterback pelo Arizona Cardinals, da National Football League (NFL). Ele foi draftado em 2016 pelo New England Patriots e jogou lá por um ano antes de se transferir para o Indianapolis Colts, time que defenderia por quatro temporadas. Brissett ficou uma temporada com o Miami Dolphins antes de ir para o Cleveland Browns e depois se transferiu para o Washington Commanders.

## Estatísticas
| Ano      | Time     | Jogos | Jogos | Passando a bola | Passando a bola | Passando a bola | Passando a bola | Passando a bola | Passando a bola | Passando a bola | Passando a bola | Correndo com a bola | Correndo com a bola | Correndo com a bola | Correndo com a bola | Sackado | Sackado | Fumbles | Fumbles  |
| Ano      | Time     | JD    | JT    | Cmp             | Ten             | Pct             | Jardas          | J/T             | TD              | Int             | Rtg             | Ten                 | Jardas              | Média               | TD                  | Sck     | Jardas  | Fum     | Perdidos |
| -------- | -------- | ----- | ----- | --------------- | --------------- | --------------- | --------------- | --------------- | --------------- | --------------- | --------------- | ------------------- | ------------------- | ------------------- | ------------------- | ------- | ------- | ------- | -------- |
| 2016     | NE       | 3     | 2     | 34              | 55              | 61,8%           | 400             | 7,3             | 0               | 0               | 83,9            | 16                  | 83                  | 5,2                 | 1                   | 6       | 46      | 3       | 1        |
| 2017     | IND      | 16    | 15    | 276             | 469             | 58,8%           | 3 098           | 6,6             | 13              | 7               | 81,7            | 63                  | 260                 | 4,1                 | 4                   | 52      | 305     | 8       | 3        |
| 2018     | IND      | 4     | 0     | 2               | 4               | 50%             | 2               | 0,5             | 0               | 0               | 56,2            | 7                   | −7                  | −1,0                | 0                   | 0       | 0       | 0       | 0        |
| 2019     | IND      | 15    | 15    | 272             | 447             | 60,8%           | 2 942           | 6,6             | 18              | 6               | 88,0            | 56                  | 228                 | 4,1                 | 4                   | 27      | 159     | 7       | 5        |
| 2020     | IND      | 11    | 0     | 2               | 8               | 25%             | 17              | 2,1             | 0               | 0               | 39,6            | 17                  | 19                  | 1,1                 | 3                   | 2       | 15      | 0       | 0        |
| 2021     | MIA      | 10    | 5     | 141             | 225             | 62,7%           | 1 283           | 5,7             | 5               | 4               | 78,1            | 19                  | 70                  | 3,7                 | 1                   | 19      | 132     | 6       | 3        |
| 2022     | CLE      | 16    | 11    | 236             | 369             | 64%             | 2 608           | 7,1             | 12              | 6               | 88,9            | 49                  | 243                 | 5,0                 | 2                   | 24      | 160     | 6       | 4        |
| 2023     | WAS      | 3     | 0     | 18              | 23              | 78,3%           | 224             | 9,7             | 3               | 0               | 146,8           | 3                   | 19                  | 6,3                 | 0                   | 0       | 0       | 0       | 0        |
| 2024     | NE       | 8     | 5     | 95              | 161             | 59%             | 826             | 5,1             | 2               | 1               | 74,2            | 15                  | 62                  | 4,1                 | 0                   | 18      | 119     | 4       | 1        |
| Carreira | Carreira | 87    | 53    | 1 076           | 1 761           | 61,1%           | 11 400          | 6,5             | 53              | 24              | 84,3            | 245                 | 977                 | 4,0                 | 15                  | 148     | 936     | 34      | 17       |